# Maire de Pontevedra
Le maire de Pontevedra (en espagnol : Alcalde de Pontevedra) est l'élu chargé de présider la municipalité (Ayuntamiento) de Pontevedra, en Galice.
Il est élu pour quatre ans par le conseil municipal, dont il préside les séances ainsi que celles du conseil de gouvernement.

## Avant la Restauration bourbonnienne
Parmi les maires de Pontevedra de cette époque figurent Claudio González Zúñiga en 1823, Valentín García Escudero dans les années 1860 et José Vilas García en 1870.

## Restauration bourbonienne

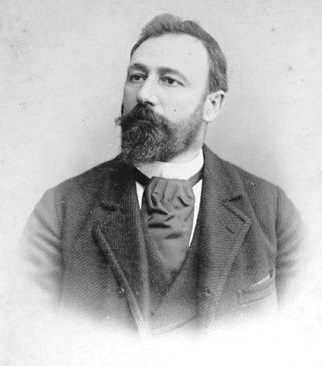
Ángel Cobian Areal.

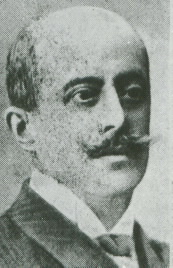
José Riestra López, marquis de Riestra.

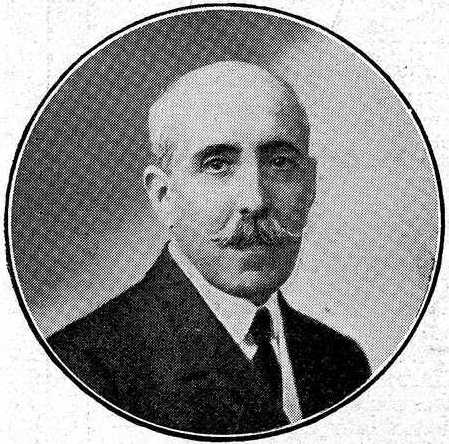
Ernesto Caballero Bellido.

- -1879: Nicolás María Feijóo Taboada
- 1879–1880 : Alejandro Mon Landa
- 1883-1885 : Antonio Vázquez Limeses
- 1885-1887 : José López Pérez
- 1887-1890 : Isidoro Martínez Casal
- 1890–1890 : Inocencio Acevedo Caballero
- 1891–1893 : Ángel Cobián Areal[1]
- 1894-1895 : Víctor Mendoza Muñoz
- 1895–1896 : José Riestra López
- 1897-1897 : Bernardo López Suárez
- 1897–1898 : Carlos Casas Medrano
- 1898–1899 : Pedro Martínez Casal
- 1899-1899 : Ernesto Caballero Bellido
- 1900-1900 : Victor Mendoza Muñoz
- 1901-1902 : Bernardo López Suárez
- 1902-1904 : Ángel Limeses Castro
- 1904-1905 : Bernardo López Suárez
- 1905-1909 : Manuel Becerra Armesto
- 1909-1912: Javier Puig Lamas
- 1912-1914 : Pedro Martínez Casal
- 1914-1915 : Andrés Corbal Hernández
- 1915-1917 : Luis Boullosa Mariño

En 1917, la loi a été modifiée de manière que le maire des capitales provinciales soit élu par le conseil municipal et non plus directement par le gouvernement, les maires ayant été les suivants:
- 1918-1920 : Javier Vieira Durán
- 1920-1920 : Marcelino Candendo Paz
- 1920-1921 : Avelino Silva Güimil
- 1921-1921 : Marcelino Candendo Paz
- 1921-1923 : José Paz Vidal

En 1922, le gouvernement de José Sánchez Guerra revient à l'élection directe du maire des capitales provinciales:
- 1923-1923 : Juan Aboal
- 1924-1924 : César García Solis
- 1924-1924 : Eusebio Lerones Balbás
- 1924-1928 : Mariano Hinojal Olmedo
- 1928-1928 : Manuel Lesteiro Martínez
- 1928-1930 : Remigio Hevia Marinas
- 1930-1930 : Marcelino Candendo Paz
- 1930-1931 : Manuel Casqueiro Paz

## Seconde République

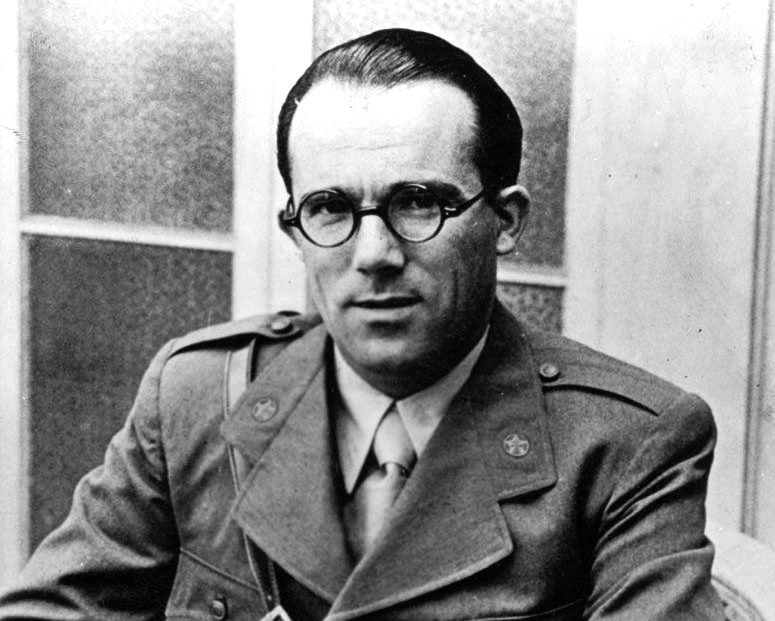
Bibiano Fernández Osorio-Tafall.

- 1931-1934 : Bibiano Fernández Osorio-Tafall
- 1934-1934 : Ramón Segura de la Garmilla
- 1934-1936 : Vicente Quinta Somoza

## Franquisme
- 1936-1936 : Tomás Abeygon Pazos

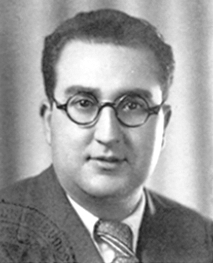
José Filgueira Valverde.

- 1936-1936 : Bibiano Fernandez Osorio-Tafall
- 1936-1936 : Manuel García Filgueira
- 1937-1937 : Eladio Becerril González
- 1937-1939 : Ernesto Baltar Santaló
- 1939-1942 : Remigio Hevia Marinas
- 1943-1943 : Luis de Toledo Freire
- 1943-1944 : Luis Ponce de León Cabello
- 1944-1949 : Calixto González Posada
- 1949–1952 : Remigio Hevia Marinas
- 1952–1957 : Juan Argenti Navajas
- 1957–1959 : Prudencio Landín Carrasco
- 1959-1968 : Xosé Filgueira Valverde
- 1968-1970 : Ricardo García Borregón
- 1970-1974 : Augusto García Sánchez
- 1974-1979 : Joaquín Queizán Taboada

## Période démocratique
| Mandat    | Maire | Maire                       | Parti        | Majorité |
| --------- | ----- | --------------------------- | ------------ | -------- |
| 1979-1983 |       | José Rivas Fontán           | UCD          | 9 / 25   |
| 1983-1987 |       | José Rivas Fontán           | AP           | 17 / 25  |
| 1987-1991 |       | José Rivas Fontán           | Indépendants | 10 / 25  |
| 1991-1995 |       | Pancho Cobian               | PP           | 12 / 25  |
| 1995-1999 |       | Juan Luis Pedrosa           | PP           | 11 / 25  |
| 1999-2003 |       | Miguel Anxo Fernández Lores | BNG          | 10 / 25  |
| 2003-2007 |       | Miguel Anxo Fernández Lores | BNG          | 10 / 25  |
| 2007-2011 |       | Miguel Anxo Fernández Lores | BNG          | 7 / 25   |
| 2011-2015 |       | Miguel Anxo Fernández Lores | BNG          | 11 / 25  |
| 2015-2019 |       | Miguel Anxo Fernández Lores | BNG          | 12 / 25  |
| 2019-2023 |       | Miguel Anxo Fernández Lores | BNG          | 11 / 25  |